# 日古利山脈
日古利山脈（俄语：Жигулëвские горы）是俄羅斯的山脈，位於伏爾加河右岸，屬於伏爾加高地的一部分，全長60公里、寬32公里的山脈被樹林覆蓋，而最高點海拔高度381.2米。

## 外部連結
- Encyclopedia.com （页面存档备份，存于）